# Tânganu, Ilfov
Tânganu este un sat în comuna Cernica din județul Ilfov, Muntenia, România.
Localitatea are stație de cale ferată pe tronsonul București - Oltenița.
La sfârșitul secolului al XIX-lea, satul era reședința unei comune formate din satele Tânganu și Tânganu-Moara (astăzi unite); comuna făcea parte din plasa Dâmbovița a județului Ilfov, având 883 de locuitori. În comună funcționau o biserică, o școală mixtă și o mașină de treierat cu aburi. Comuna a fost însă desființată la scurt timp, ea fiind înainte de 1925 inclusă în comuna Cernica-Căldăraru, care și-a luat cu această ocazie numele de Cernica-Tânganu.
Biserica din sat, cu hramul „Adormirea Maicii Domnului“ (sec XIX) este monument istoric.